# Vibeke Dueholm
Vibeke Dueholm (født 8. februar 1960 i København i Danmark) er en dansk skuespillerinde, sanger, dialoginstruktør og tegnefilmsdubber.
Hun har bl.a. instrueret de danske versioner af Mary Poppins, Mulan, Mulan 2, Lady og Vagabonden, Lille Kylling, The Simpsons Movie, Surf's Up og Bee Movie, Harry Potter og De Vises Sten, Hund og Kat Imellem. Desuden har hun lagt stemme til et hav af tegnefilmsfigurer, bl.a. Edd og Lis Krank i Ed, Edd og Eddy, Winni i Byggemand Bob, Ida Eviggod i Powerpuff Pigerne. Pip og Bedste i Looney Tunes, Lille My i Mumitroldene, Rufus i Kim Possible, fru Skildpadde fra Hos Mickey, Ray Ray i Juniper Lee, Rip, Rap og Rup samt Rebekka Clausen i Luftens Helte, Susan (Daphne) i Scooby-Doo og Dot i Animaniacs og Smølferne, Familien Addams, Grumme eventyr med Billy og Mandy, Krampetvillingerne, Justice League, Mucha Lucha.
Hun er senest kendt for rollen som Dennis i Yallahrup Færgeby. Uden for tegnefilmens verden er hun sanger og reklamespeaker og arbejder med lederudvikling.
Af Disneyfilm har hun instrueret de dansksprogede versioner af Løvernes Konge 2: Simbas stolthed (1998), Toy Story 2 (1999), 102 Dalmatinere (2000), Lady og Vagabonden 2: Vaks på eventyr (2001), Monsters Inc. (2001), Find Nemo (2003), Løvernes Konge 3: Hakuna Matata (2004) samt Mickey fejrer jul i Andeby (2004), Alice i Eventyrland (1951), De Frygtløse׃ The Muuhvie.